# Tu ne tueras point (film, 2016)
Pour les articles homonymes, voir Tu ne tueras point.
Pour plus de détails, voir Fiche technique et Distribution.
Tu ne tueras point (Hacksaw Ridge) est un film de guerre australo-américain réalisé par Mel Gibson et sorti en 2016.
Le film est présenté hors compétition à la Mostra de Venise 2016.
Nommé dans six catégories aux Oscars 2017, dont meilleur film, meilleur réalisateur et meilleur acteur, le film remporte deux récompenses : meilleur mixage de son et celui du meilleur montage.

## Synopsis
Desmond Doss, fils d'un ancien soldat de la Première Guerre mondiale, veut apporter sa pierre à l'édifice lorsqu'éclate la guerre du Pacifique lors de la Seconde Guerre mondiale. En tant qu'objecteur de conscience, il souhaite s'engager mais refuse de tuer ou de porter une arme au combat en raison de ses croyances adventistes. Après de difficiles négociations avec l'armée, il est affecté au poste d'auxiliaire sanitaire.
L'unité de Doss, affectée à la 77e division d'infanterie, est envoyée sur le théâtre de la guerre du Pacifique pour participer à la bataille d'Okinawa qui se déroule sur la colline de Hacksaw Ridge (titre original du film).

## Fiche technique
Sauf indication contraire, les informations mentionnées dans cette section peuvent être confirmées par la base de données cinématographiques IMDb,  présente dans la section « Liens externes ».
- Titre français : Tu ne tueras point
- Titre original et québécois : Hacksaw Ridge
- Réalisation : Mel Gibson
- Scénario : Andrew Knight, Robert Schenkkan et Randall Wallace
- Direction artistique : Mark Robins
- Décors : Barry Robison
- Costumes : Lizzy Gardiner
- Photographie : Simon Duggan
- Montage : John Gilbert
- Musique : Rupert Gregson-Williams
- Production : Terry Benedict, Paul Currie, Bruce Davey, William D. Johnson, Bill Mechanic, Brian Oliver, David Permut, Tyler Thompson

Coproducteurs : Gregory Crosby, Steve Longi et Elexa Ruth
Producteurs délégués : Michael Bassick, David S. Greathouse, Mark C. Manuel, Ted O'Neal, Buddy Patrick, James M. Vernon, Suzanne Warren et Christopher Woodrow
- Sociétés de production : Cross Creek Pictures, Demarest Media, Icon Productions, Pandemonium Films, Permut Presentations et Vendian Entertainment
- Sociétés de distribution : Icon Film Distribution (Australie), Summit Entertainment (États-Unis), Metropolitan Filmexport (France)
- Budget : 40 millions de dollars[1]
- Pays de production :  Australie et  États-Unis
- Langue originale : anglais
- Format : couleur
- Genre : Guerre et biopic
- Durée : 131 minutes
- Dates de sortie[2] :
  - Italie : 4 septembre 2016 (hors compétition - Mostra de Venise 2016)
  - Australie : 3 novembre 2016
  - États-Unis : 4 novembre 2016
  - France : 9 novembre 2016
- Interdit aux moins de 12 ans en France

## Distribution
- Andrew Garfield (VF : Donald Reignoux ; VQ : Gabriel Lessard) : Desmond Thomas Doss
- Vince Vaughn (VF : Stefan Godin ; VQ : Daniel Picard) : le sergent Howell
- Sam Worthington (VF : Adrien Antoine ; VQ : Gilbert Lachance) : le capitaine J. Glover
- Teresa Palmer (VF : Marie-Eugénie Maréchal ; VQ : Ariane-Li Simard-Côté) : Dorothy Schutte
- Hugo Weaving (VF : Féodor Atkine ; VQ : Jean-Luc Montminy) : Tom Doss
- Luke Bracey (VF : Damien Ferrette ; VQ : Frédérik Zacharek) : Smitty Ryker
- Rachel Griffiths (VF : Sylvia Bergé ; VQ : Mélanie Laberge) : Bertha Doss
- Nathaniel Buzolic (VF : Alexis Tomassian ; VQ : Jean-Philippe Baril Guérard) : Harold Doss
- Milo Gibson (en) (VQ : Louis-Philippe Berthiaume) : Lucky Ford
- Matthew Nable (VF : Éric Herson-Macarel ; VQ : Sébastien Dhavernas) : le lieutenant-colonel Cooney
- Richard Roxburgh (VF : Patrick Béthune ; VQ : Jean-François Blanchard) : le colonel Stelzer
- Firass Dirani (VQ : Alexandre Fortin) : Vito Rinnelli
- Richard Pyros (VF : Jérémie Covillault ; VQ : Kevin Houle) : Randall « Teach » Fuller
- Luke Pegler (VF : Jim Redler ; VQ : Éric Bruneau) : Milt « Hollywood » Zane
- Ben Mingay (en) (VF : David Mandineau ; VQ : Thierry Dubé) : Grease Nolan
- Ben O'Toole (en) (VF : Cédric Ingard ; VQ : Olivier Visentin) : le caporal Jessop
- Robert Morgan (en) (VF : Luc Bernard ; VQ : Alain Fournier) : le colonel Sangston
- Nico Cortez (VF : Gilduin Tissier ; VQ : Maël Davan-Soulas) : Wal Kirzinski
- Goran D. Kleut (de) (VF : Olivier Cordina ; VQ : Pierre-Étienne Rouillard) : Andy « Ghoul » Walker
- Jacob Warner (VF : Grégory Quidel) : James Pinnick
- Ryan Corr : le lieutenant Manville
- Harry Greenwood (en) : Henry Brown
- Damien Thomlinson : Ralph Morgan
- Rhys Bellamy : Desmond Doss, jeune
- Philip Quast (en) (VF : Patrick Raynal ; VQ : Guy Nadon) : le juge
- James Mackay (VF : Fabien Jacquelin ; VQ : Alexis Lefebvre) : le procureur
- Sam Parsonson (en) : Soldat Bob 96th
- Desmond Doss (VQ : Hubert Fielden) : lui-même (images d'archives)

 Source et légende : version française (VF) sur RS Doublage et AlloDoublage ; version québécoise (VQ) sur Doublage.qc.ca

Photos des acteurs principaux
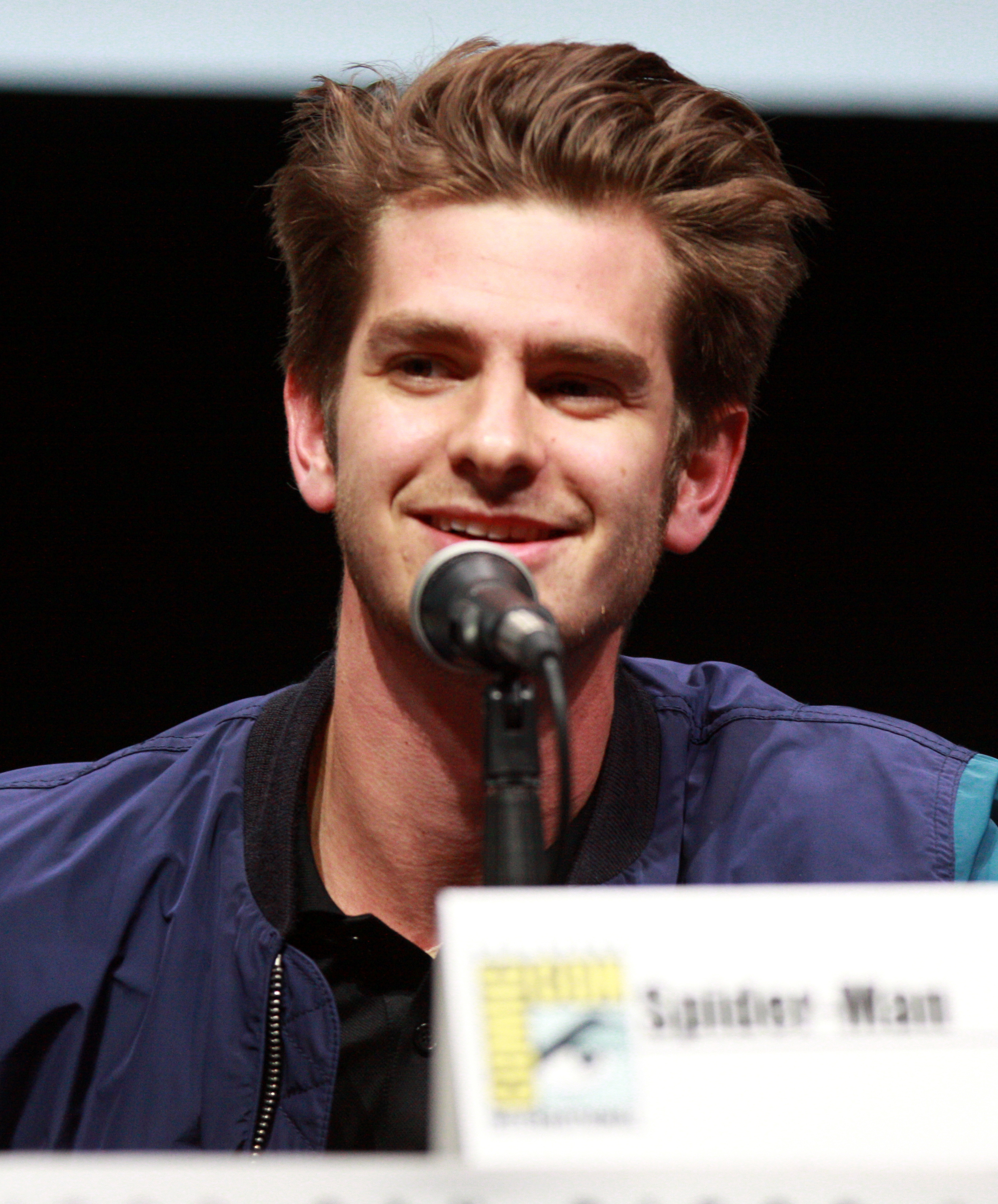
Andrew Garfield.
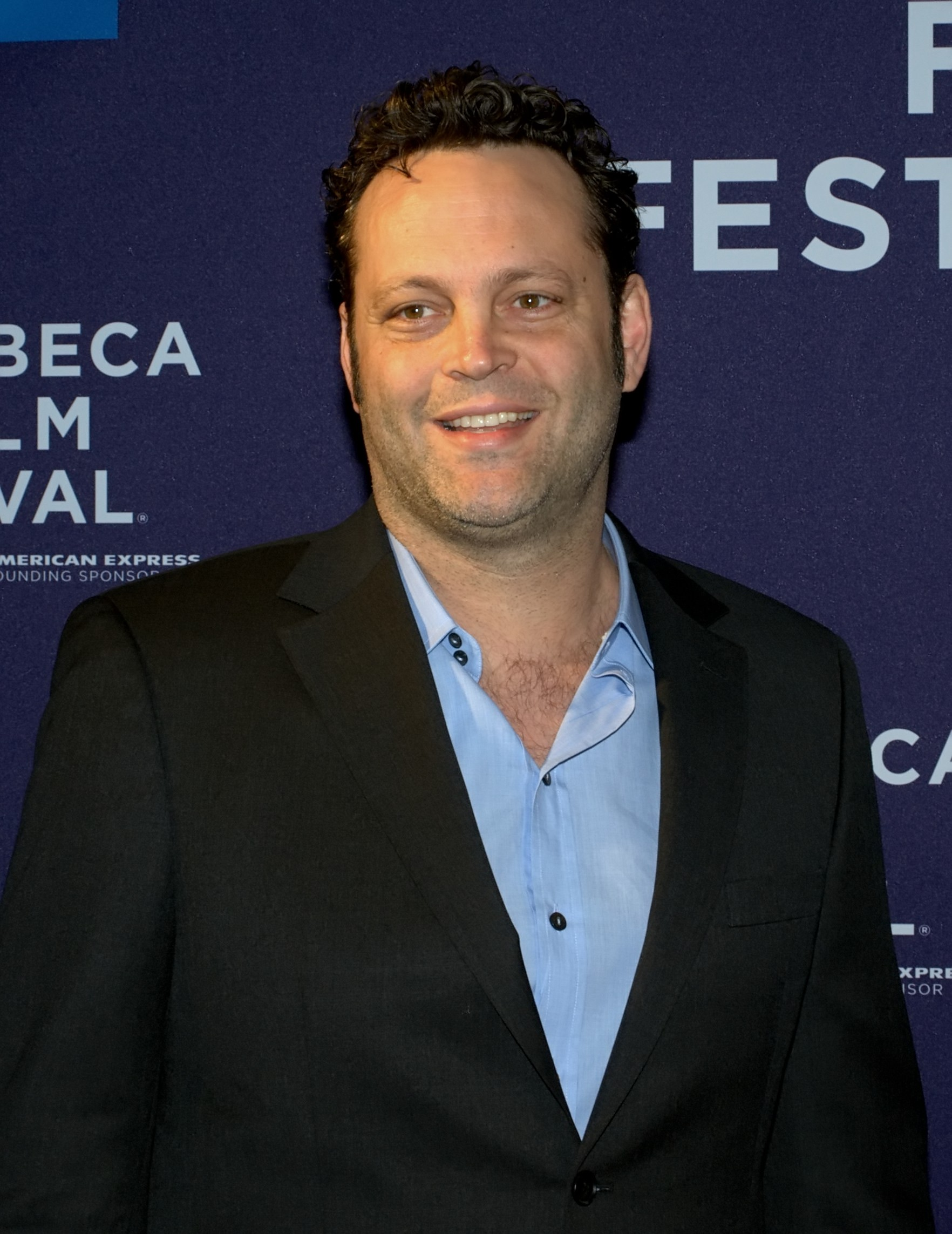
Vince Vaughn.
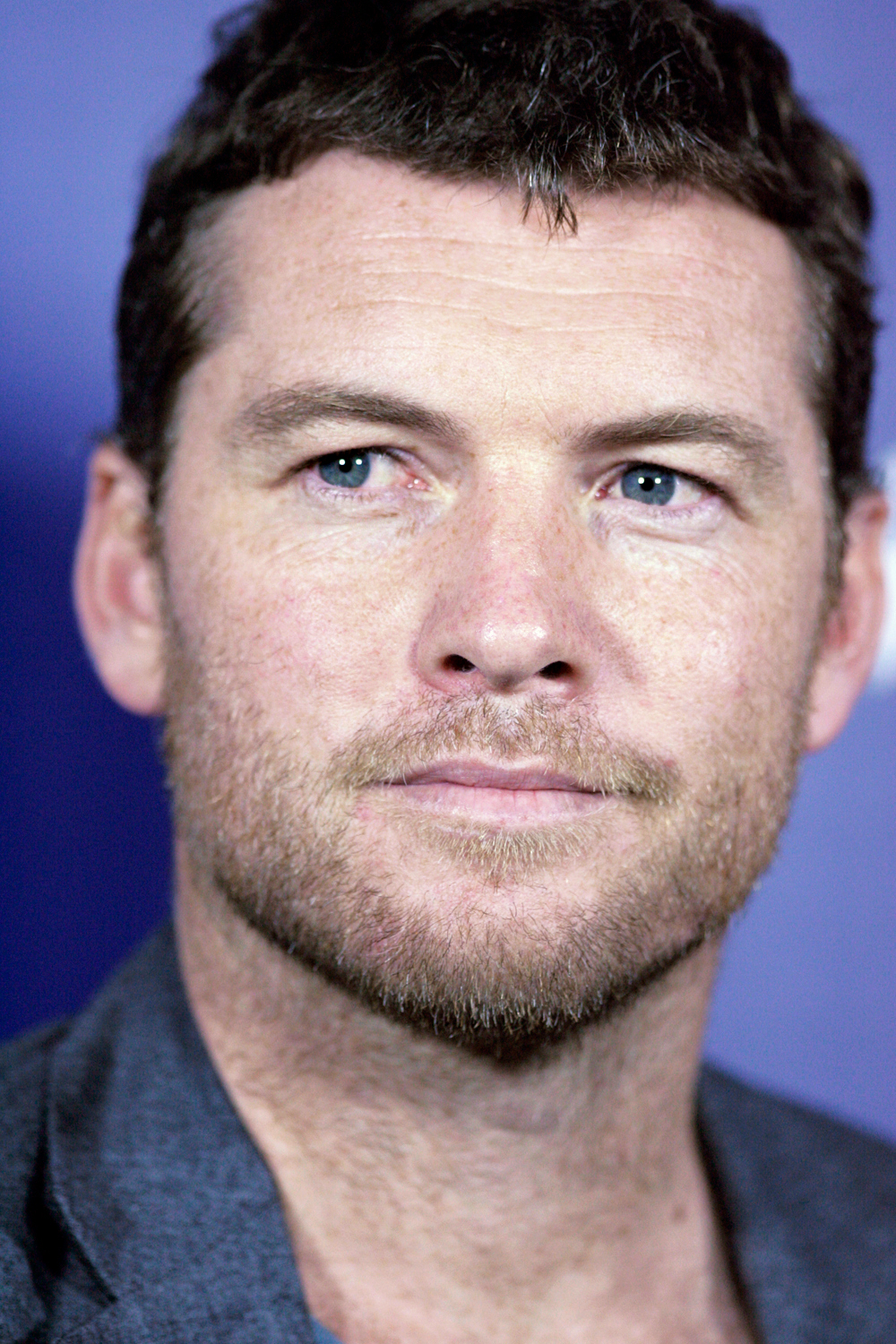
Sam Worthington.
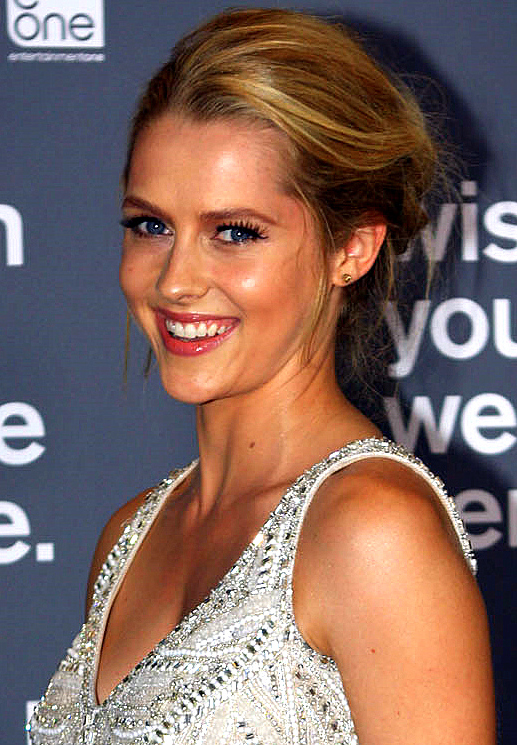
Teresa Palmer.
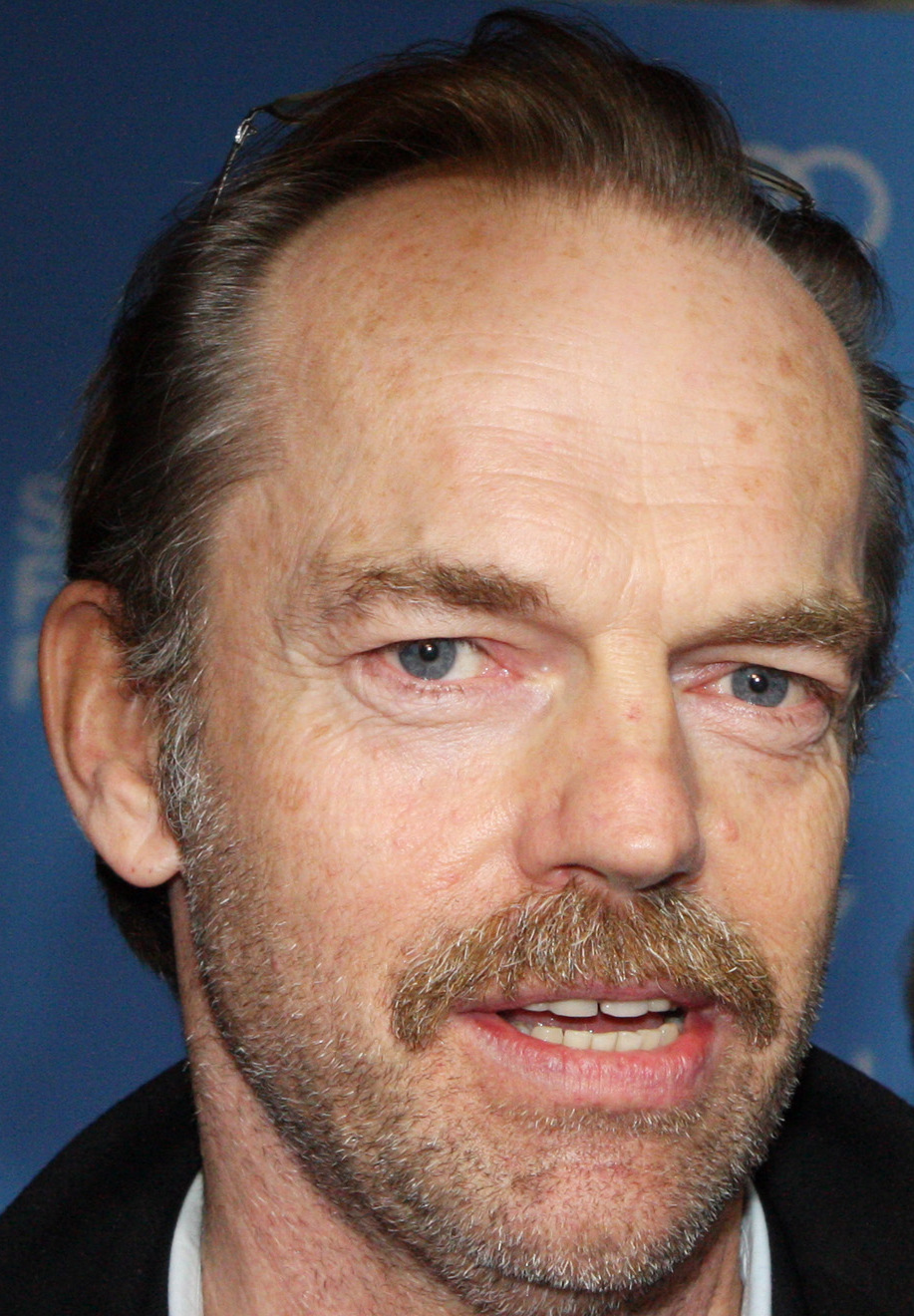
Hugo Weaving.
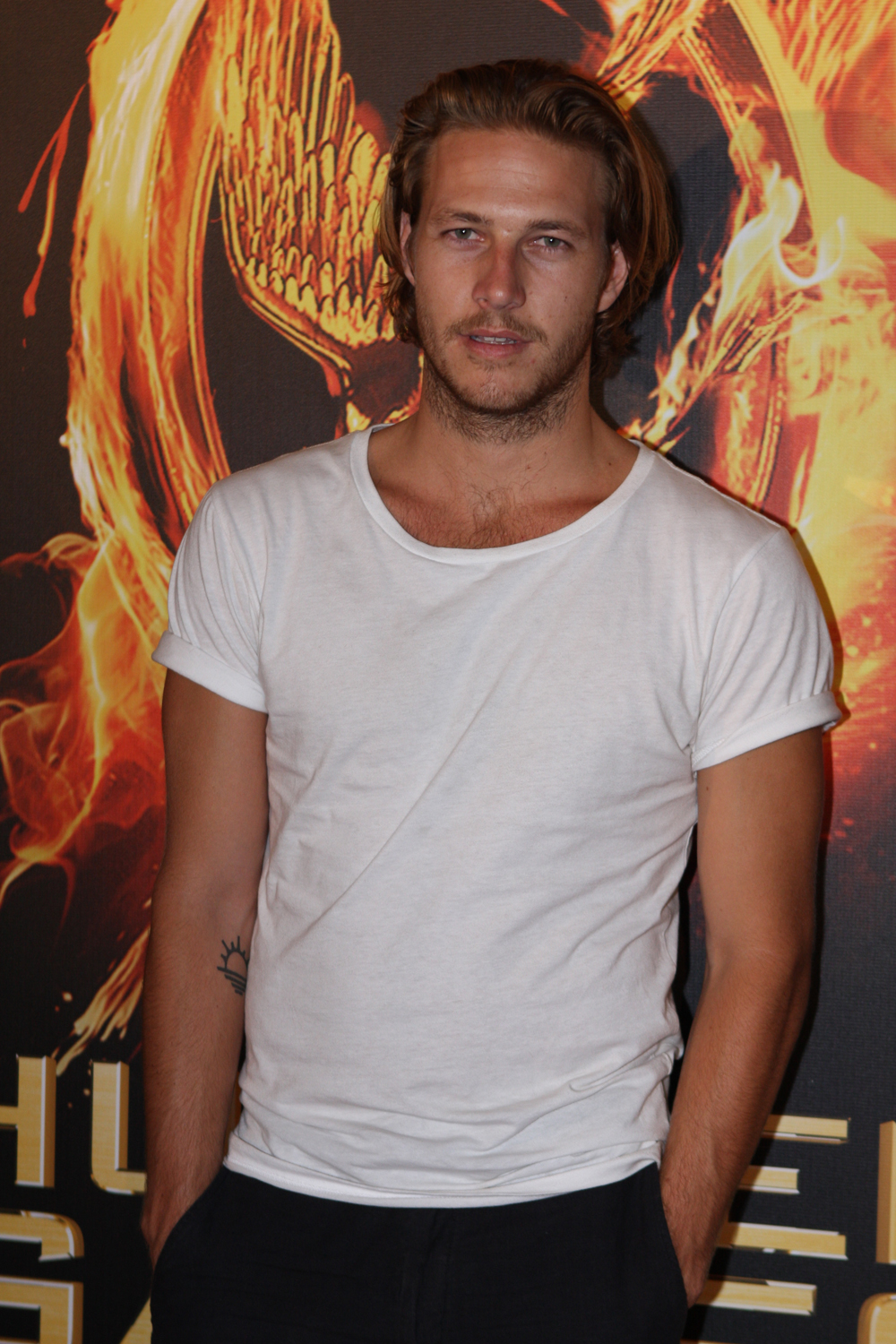
Luke Bracey.

## Production

### Genèse et développement
Hal B. Wallis avait tenté d'acquérir les droits de l'histoire de Desmond Doss dans les années 1950, dans l'idée d'en faire un film avec Audie Murphy dans le rôle principal. Mais Desmond Doss ne voulait pas que sa vie soit adaptée dans un film à Hollywood.
En 2001, le scénariste-producteur Gregory Crosby (petit-fils de Bing Crosby) parvient finalement à convaincre Desmond Doss de faire un film sur sa remarquable vie. Il écrit une première ébauche de script et présente le projet au producteur David Permut, avec le soutien de Stan Jensen de l'église adventiste du septième jour.
En 2004, le réalisateur Terry Benedict (en) parvient à obtenir les droits et réalise le documentaire The Conscientious Objector (en). Alors que Desmond Doss meurt en 2006, Bill Mechanic — qui avait auparavant acquis les droits — les revend à Walden Media, qui relance le projet avec David Permut.
Après avoir voulu racheter les droits, Bill Mechanic parvient à ses fins et approche Mel Gibson pour réaliser le film, car il veut une œuvre mêlant violence et foi, à l'instar de La Passion du Christ (2004). L'acteur-réalisateur refuse l'offre à deux reprises, comme pour Braveheart (1995). Finalement, près d'une décennie plus tard, Mel Gibson accepte de réaliser le film, en novembre 2014. Il n'avait plus réalisé de long métrage depuis Apocalypto sorti en 2006,.
Pour les scènes de combat, Mel Gibson avoue s'être inspiré de souvenirs et cauchemars d'enfance fondés sur les histoires de guerre racontées par son père Hutton Gibson, vétéran de la Seconde Guerre mondiale.

### Attribution des rôles
Peu après la confirmation de Mel Gibson à la réalisation, Andrew Garfield est officialisé dans le rôle de Desmond Doss.
Le reste de la distribution est presque exclusivement constitué d'acteurs australiens : Rachel Griffiths, Teresa Palmer, Sam Worthington, Hugo Weaving, Richard Roxburgh et Luke Bracey, à l'exception de l'Américain Vince Vaughn dans le rôle du sergent Howell. Il avait été un temps envisagé que Mel Gibson incarne ce rôle.
Mel Gibson offre ici son tout premier rôle à son fils Milo, qui incarne Lucky Ford.

### Tournage
Le tournage débute le 5 septembre 2015,. Il a lieu en Australie, à Sydney (notamment dans les Fox Studios, le Parc olympique de Sydney), dans les Hautes Terres du sud et à Camden.

### Musique
La musique du film est composée par Rupert Gregson-Williams.
La bande originale du film devait initialement être écrite par James Horner,, qui avait composé la musique de trois des précédents films réalisés par Mel Gibson (L'Homme sans visage, Braveheart, Apocalypto). Le décès accidentel de celui-ci en juin 2015 oblige le réalisateur à se tourner vers un autre compositeur. Mel Gibson choisit alors John Debney, qui avait signé pour lui la musique de La Passion du Christ en 2004. Mais un mois avant la première du film au festival international du film de Venise en septembre 2016, la partition écrite par John Debney est finalement rejetée. Rupert Gregson-Williams se voit alors confier la tâche de composer en quelques semaines seulement la musique. Le film est dédié à la mémoire du compositeur James Horner,.
Liste des titres
1. Okinawa Battlefield - 3:59
2. I Could Have Killed Him - 2:20
3. A Calling - 2:42
4. Pretty Corny - 1:44
5. Climbing for a Kiss - 3:48
6. Throw Hell at Him - 1:59
7. Sleep - 2:19
8. Dorothy Pleads - 3:17
9. Hacksaw Ridge - 4:20
10. Japanese Retake the Ridge - 4:37
11. I Can't Hear You - 2:55
12. One Man at a Time - 2:30
13. Rescue Continues - 3:46
14. A Miraculous Return - 2:50
15. Praying - 5:49
16. Historical Footage - 5:00

## Accueil

### Accueil critique
Aux États-Unis, le film reçoit des critiques plutôt positives. Sur l'agrégateur Rotten Tomatoes, il enregistre 84% d'opinions favorables pour 281 critiques. Sur Metacritic, il obtient une moyenne de 71/100 pour 47 critiques.
En France, les critiques sont également assez positives. Sur le site Allociné, qui compile 24 titres de presse, le film décroche une moyenne de 3 sur 5. Du côté des avis positifs, Simon Riaux écrit notamment dans Écran large « Mel Gibson nous offre un condensé terrassant de ses thèmes de prédilection ». Dans Mad Movies, Alexandre Poncet le décrit quant à lui comme un « grand film totalement fou, aux thématiques tranchantes comme un rasoir, qu'on croirait sorti d'un autre temps ». Caroline Vié de 20 minutes souligne la mise en scène de Mel Gibson qui « sidère le spectateur en le poussant au milieu des combats de la Seconde Guerre mondiale ». Dans Le Figaro, Marie-Noëlle Tranchant écrit notamment : « Si c'était une pure fiction, on trouverait peut-être exagérée cette formidable antithèse entre la douceur héroïque d'un seul homme et le déchaînement général de la violence. Mais l'histoire est vraie. » Jean Serroy du Dauphiné libéré remarque que l'histoire colle parfaitement aux thèmes chers à Mel Gibson « le grand rachat par la foi, et le pacifisme exalté au milieu d’un déchaînement de violence. La passion d’un homme, après celle du Christ… ». Dans Le Parisien, on peut notamment lire : « Steven Spielberg et son « Soldat Ryan », jusqu'ici détenteurs du record de réalisme en matière de scènes de bataille, sont battus à plate couture ».
Certains journalistes sont plus négatifs envers le film. Laurent Dijan de Studio Ciné Live regrette que le réalisateur « ne peut s'empêcher, sur la fin, d'en rajouter dans une bondieuserie naïve. Dommage, même si bien des images de cet opéra sanglant continuent de hanter largement après la projection ». Dans L'Obs, François Forestier écrit : « Comme dans ses réalisations précédentes, le cinéaste laisse libre cours à sa fascination du sang, son goût de la violence et son obsession du sacrifice. C’est pénible, déplaisant et, franchement, le message évangélique de Mel Gibson, on s’en talque le nombril avec le pinceau de l’indifférence. » Barbara Théate du JDD affirme que « Mel Gibson ne rend pas hommage à ce héros » et souligne le « manque de charisme d’Andrew Garfield […], le pathos du film et la galerie de personnages secondaires caricaturaux ». Dans Le Monde, Thomas Sotinel écrit quant à lui : « Tel l’amateur de beurre, Mel Gibson, réalisateur prosélyte et assoiffé de sang, voudrait, tout en triomphant au box-office, élever l’âme et satisfaire les plus bas instincts du spectateur. Ce tour de force déjà accompli avec La Passion du Christ, il espère le rééditer avec Tu ne tueras point, qui, contrairement à ce que pourrait laisser croire son titre, laisse sur le carreau un nombre colossal de personnages et de figurants. » Jean-Claude Raspiengeas de La Croix écrit notamment : « sous prétexte de tirer le portrait d’un objecteur de conscience héroïque pendant la Seconde Guerre mondiale, le réalisateur signe un film abject et complaisant. »

### Box-office
Tu ne tueras point obtient un important succès commercial, en rapportant plus de 175 millions $ de recettes mondiales dont 67 millions aux États-Unis. Le film prend la troisième place du box-office américain lors de sa sortie avec 15,2 millions $ pour son premier week-end à l'affiche. Il est également un succès en Chine, avec un résultat similaire à celui réalisé sur le sol américain. En France, la réussite n'est pas au rendez-vous puisque le film n'y fait que 542 547 entrées en salles. La rentabilité mondiale sera atteinte à hauteur de 486 %.(JP's Box Office)
| Pays ou région    | Box-office      | Date d'arrêt du box-office | Nombre de semaines |
| ----------------- | --------------- | -------------------------- | ------------------ |
| États-Unis Canada | 67 209 615 $,   | 9 mars 2017                | 18                 |
| France            | 542 747 entrées | 14 février 2017            | -                  |
| Total mondial     | 175 302 354 $   | -                          | -                  |

## Distinctions principales
Source et distinctions complètes : Internet Movie Database

### Récompenses
- Oscars 2017 : meilleur mixage de son et meilleur montage
- Festival du film de Hollywood : le festival récompense Mel Gibson dans la catégorie "Réalisateur"[27]
- British Academy Film Awards 2017 : meilleur montage

### Nominations
- Oscars 2017 : meilleur film, meilleur réalisateur, meilleur acteur pour Andrew Garfield et meilleur montage de son
- British Academy Film Awards 2017 : meilleur acteur pour Andrew Garfield, meilleur scénario adapté, meilleurs maquillages et coiffures et meilleur son